# Krameria
Krameria — єдиний рід у родині Krameriaceae з приблизно 18 видами, яких широко називають ратані. Ратані також називають корінь крамерії, ботанічний засіб, що складається з висушеного кореня Krameria argentea чи Krameria lappacea.
Крамерія зустрічається по всій Америці, більшість з них поширена в тропічних регіонах. Це багаторічні чагарники, які діють як кореневі паразити на інших рослинах. Квіти мають залози, які називаються елайофори, які виробляють ліпід, який збирають бджоли роду Centris під час запилювання квітів.

## Види
1. Krameria argentea Mart. ex Spreng.
2. Krameria bahiana B.B.Simpson
3. Krameria bicolor S.Watson
4. Krameria cistoidea Hook. & Arn.
5. Krameria cytisoides Cav.
6. Krameria erecta Willd.
7. Krameria grandiflora A.St.-Hil.
8. Krameria ixine L.
9. Krameria lanceolata Torr.
10. Krameria lappacea (Dombey) Burdet & B.B.Simpson
11. Krameria pauciflora DC.
12. Krameria paucifolia Rose
13. Krameria ramosissima S.Watson
14. Krameria revoluta O.Berg
15. Krameria secundiflora DC.
16. Krameria spartioides Klotzsch ex O.Berg
17. Krameria tomentosa A.St.-Hil.